# Tim Scott
Timothy Eugene "Tim" Scott (født 19. september 1965 i North Charleston) er en amerikansk republikansk politiker. Han har været medlem af USA's senat valgt i South Carolina siden 2013 Han var medlem af Repræsentanternes Hus i perioden 2011–2013. Den 19 maj. 2023 meldte han at han stiller op til præsidentvalget 2024, men han trak sig som kandidat i november 2023 efter at have brugt mindst 25 millioner dollars på sin valgkamp.